# Lauerbach (Dittelbrunn)

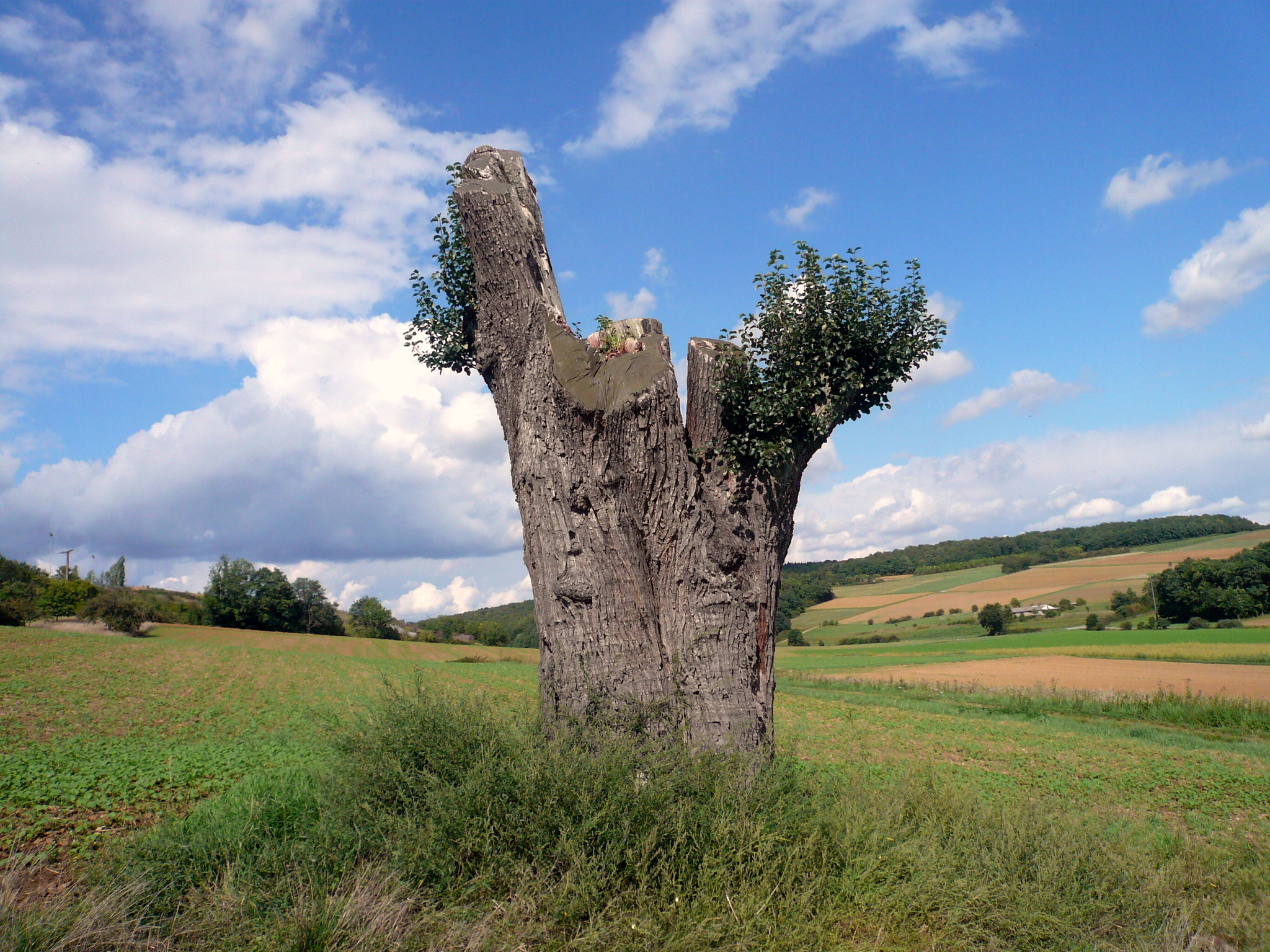
Blick über das Tal des Lauerbachs zur Wüstung und auf das Lauerbachholz (am Horizont rechts)

Lauerbach ist eine mittelalterliche Orts- und Kirchenwüstung im Landkreis Schweinfurt auf dem Gemeindegebiet von Dittelbrunn auf der Gemarkung Hambach.

## Geografische Lage
Die Wüstung liegt am westlichen Rand der Schweinfurter Rhön auf 320 m ü. NN, sieben Kilometer nördlich von Schweinfurt. Sie befindet sich am östlichen Rand von Hambach (Ortsteil von Dittelbrunn), nahe an der Grenze der Gemarkung Zell (Ortsteil von Üchtelhausen). Die Flur um das ehemalige Dorf trägt auch heute noch den Namen Lauerbach, das nördliche Waldstück heißt Lauerbachholz und der Bach im Tal Lauerbach, ein Zufluss des Marienbachs.

## Geschichte
Erste urkundliche Erwähnung unter dem Namen Lürbuch in einer Gestattung vom 27. Juli 1302 vom Bamberger Bischof Lupold, der dem Abt Emmehard und dem Konvent zu Theres erlaubte, Lauerbach anzukaufen. Um 1330 ging es in den Besitz des Deutschen Ordens über. Schon 1425 wird in Urkunden von einer Wüstung gesprochen. Im Jahr 1437 wurde Laurbach an die Stadt Schweinfurt verkauft. Im Jahr 1693 wurde die Gemarkung nach einer Besichtigung durch Reichskommissare der Gemeinde Hambach überlassen. Zu Lauerbach gehörte auch eine dem heiligen Ägidius geweihte Kirche. Die Kirche wurde im Jahr 1850 abgebrochen. Die letzten Mauerreste wurden 1950 ausgegraben und als Baumaterial verwendet. 1955 wurde von der Hambacher Jugend ein Gedenkkreuz errichtet. Dieses stürzte 2021 um und wurde 2023 neu errichtet. Am 9. Mai 2024 wurde es mit einer Prozession und Gottesdienst eingeweiht.

## Beschreibung
Das mittelalterliche Kirchdorf lag am Osthang (der Sonnenseite) des Lauerbachgrundes. An der Wüstung befinden sich heute ein Wäldchen und in ihm am Gedenkkreuz über der einstigen Kirchenruine zwei Quellen. In einer topografischen Karte aus dem 19. Jahrhundert bildet diese Stelle die westliche Ecke der Flur Am Kirchhof. In dieser Ecke sind sieben nummerierte Parzellen in Größe und Form von Hausgrundstücken eingezeichnet. Diese werden im Süden von ca. 50 Parzellen tangiert, in Anordnung eines ungeregelten, einreihigen Reihendorfes (Straßendorfs) in ost-westlicher Richtung. Die Parzellen ziehen sich auf 500 m Länge exakt nördlich entlang eines heutigen landwirtschaftlichen Weges hin, besitzen aber nicht die Größe althergebrachter fränkischer Bauernhöfe (ca. 1000 m²), sondern nur von Hausgrundstücken, mit etwa um die 300 m². Jedoch liegen dahinter nach beiden Seiten, ähnlich wie bei einem Straßendorf, Streifenfluren, allerdings ohne Bezug zu den Grenzen der ca. 50 Parzellen.
Unweit nördlich des Wäldchens, am Rande des Lauerbachholzes, befindet sich heute eine Kapelle. 170 m südlich des Wäldchens ist auf obiger historischen Karte eine von Größe und Namen aus dem Rahmen der Umgebung fallende Parzelle namens Oberer Trudenplan eingezeichnet, mit bis heute unveränderten Grenzen. Ein Begriff der im Mittelhochdeutschen (1050 bis 1350) als Trute und in der Gotischen Sprache (4. bis 6. Jahrhundert) als Trudan vorkommt. Als Plan werden im Raum Schweinfurt zentrale Dorfplätze (Anger) bezeichnet, auf denen meist traditionelle Tanzveranstaltungen stattfinden (Plantanz).
Die Wüstung wird vom Bayerischen Landesamt für Denkmalpflege als Bodendenkmal D-6-5827-0011 Mittelalterliche Orts- und Kirchenwüstung "Lauerbach" geführt (Stand 31. August 2017).